# Elezioni generali nella Repubblica Dominicana del 2024
Le elezioni generali nella Repubblica Dominicana del 2024 si sono tenute il 19 maggio per il rinnovo della  Presidenza e del Congresso, il parlamento del paese.
Esse hanno visto la riconferma con ampi margini del Presidente uscente Luis Abinader sul lato esecutivo, avendo questi ottenuto ben il 57,44% delle preferenze e, sul lato legislativo, del suo partito, il quale, con rispettivamente 142 e 24 seggi, ha così ottenuto una super maggioranza in entrambe le camere del Congresso.

## Sistema elettorale

### Presidenziali
Per le elezioni presidenziali, la legge elettorale dominicana prevede un sistema maggioritario a doppio turno: per essere eletti, infatti, è necessaria la maggioranza assoluta dei voti, ovvero il 50%+1. Se tuttavia ciò non avviene, si attua un secondo turno tra i due candidati più votati, in cui vince il candidato che ottiene il maggior numero di voti.

### Parlamentari
Per le elezioni parlamentari, invece, la legge elettorale prevede due modalità di elezione, in base alla camera:

#### Camera dei Deputati
Per l’elezione dei 190 membri della Camera dei Deputati, il sistema prevede che:
- 178 membri siano eletti tramite un sistema proporzionale a lista chiusa di partito, applicato in 32 collegi plurinominali, corrispondenti alle Province della Repubblica Dominicana ed al Distretto Nazionale di Santo Domingo, dal numero variabile in base alla popolazione;
- 7 membri sono eletti tramite lo stesso sistema, sebbene in rappresentanza dei cittadini all’estero;
- 5 membri, infine, sono eletti tramite lo stesso sistema, ma a livello nazionale, privilegiando quei partiti che, avendo ottenuto meno dell’1% dei voti, sono stati esclusi dalla ripartizione maggioritaria.

#### Senato
Per l’elezione dei 32 membri del Senato, il sistema prevede invece che:
- 26 membri siano eletti secondo un sistema maggioritario secco in altrettanti collegi uninominali;
- I restanti 6 membri siano eletti in base al risultato elettorale dei partiti, a livello provinciale, nelle elezioni della Camera dei Deputati.

## Risultati

### Elezioni presidenziali
| Luis Abinader              | Partito Rivoluzionario Moderno (PRM)       | 2 507 297 | 57,44 |  |  |  |  |  |
| Leonel Fernández           | Forza del Popolo (FDP)                     | 1 259 427 | 28,85 |  |  |  |  |  |
| Abel Martínez              | Partito della Liberazione Dominicana (PLD) | 453 468   | 10,39 |  |  |  |  |  |
| Roque Espaillat            | Partito della Speranza Democratica (PED)   | 59 396    | 1,36  |  |  |  |  |  |
| Carlos Peña                | Partito Generazione di Servitori (PGS)     | 31 566    | 0,72  |  |  |  |  |  |
| Virginia Antares Rodríguez | Scelta Democratica (OD)                    | 25 204    | 0,58  |  |  |  |  |  |
| Miguel Vargas              | Partito Rivoluzionario Dominicano (PRD)    | 19 790    | 0,45  |  |  |  |  |  |
| María Teresa Cabrera       | Fronte Ampio (FA)                          | 6 255     | 0,14  |  |  |  |  |  |
| Fulgencio Severino         | Nazione per Tutti i Movimenti (NxTM)       | 2 744     | 0,06  |  |  |  |  |  |
| Totale                     | Totale                                     | 4 365 147 | 100   |  |  |  |  |  |
|                            |                                            |           |       |  |  |  |  |  |
| Voti non validi            | Voti non validi                            | 63 932    | 1,44  |  |  |  |  |  |
| Votanti                    | Votanti                                    | 4 429 079 | 54,37 |  |  |  |  |  |
| Elettori                   | Elettori                                   | 8 145 548 |       |  |  |  |  |  |

### Elezioni parlamentari

#### Camera dei Deputati
| Partito Rivoluzionario Moderno (PRM)            | 2 065 198 | 48,39 | 134 |  |  |  |
| Forza del Popolo (FDP)                          | 731 232   | 17,13 | 27  |  |  |  |
| Partito della Liberazione Dominicana (PLD)      | 641 585   | 15,03 | 13  |  |  |  |
| Partito Rivoluzionario Dominicano (PRD)         | 92 441    | 2,17  | 1   |  |  |  |
| Partito Riformista Social Cristiano (PRSC)      | 79 337    | 1,86  | 4   |  |  |  |
| Dominicani per il Cambiamento (DxC)             | 55 093    | 1,29  | 2   |  |  |  |
| Giustizia Sociale (JS)                          | 50 855    | 1,19  | —   |  |  |  |
| Partito di Unità Nazionale (PUN)                | 47 590    | 1,12  | —   |  |  |  |
| Paese Possibile (PP)                            | 37 896    | 0,89  | —   |  |  |  |
| Partito Rivoluzionario Socialdemocratico (PRSD) | 35 117    | 0,82  | 1   |  |  |  |
| Partito Rinnovamento Civico (PRC)               | 33 774    | 0,79  | 1   |  |  |  |
| Scelta Democratica (ED)                         | 31 445    | 0,74  | —   |  |  |  |
| Partito Umanista Dominicano (PHD)               | 30 030    | 0,70  | —   |  |  |  |
| Alianza País (AP)                               | 29 608    | 0,69  | 1   |  |  |  |
| Altri (<0,65%)                                  | 306 553   | 7,18  | 4   |  |  |  |
| Totale                                          | 4 267 754 | 100   | 190 |  |  |  |
|                                                 |           |       |     |  |  |  |
| Voti non validi                                 | 140 736   | 3,19  |     |  |  |  |
| Votanti                                         | 4 408 490 | 54,12 |     |  |  |  |
| Elettori                                        | 8 145 548 |       |     |  |  |  |

#### Senato
| Partito Rivoluzionario Moderno (PRM)       | 1 876 246 | 45,54 | 24 |  |  |  |
| Forza del Popolo (FDP)                     | 797 059   | 19,35 | 3  |  |  |  |
| Partito della Liberazione Dominicana (PLD) | 726 833   | 17,64 | —  |  |  |  |
| Partito Rivoluzionario Dominicano (PRD)    | 105 227   | 2,55  | –  |  |  |  |
| Partito Riformista Social Cristiano (PRSC) | 58 691    | 1,42  | 1  |  |  |  |
| Dominicani per il Cambiamento (DxC)        | 49 940    | 1,21  | –  |  |  |  |
| Altri (<1,10%)                             | 506 032   | 12,28 | 4  |  |  |  |
| Totale                                     | 4 120 028 | 100   | 32 |  |  |  |
|                                            |           |       |    |  |  |  |
| Voti non validi                            | 137 410   | 3,23  |    |  |  |  |
| Votanti                                    | 4 257 438 | 52,27 |    |  |  |  |
| Elettori                                   | 8 145 548 |       |    |  |  |  |